# Psychotria araiosantha
Psychotria araiosantha är en måreväxtart som beskrevs av Albert Charles Smith och Steven P. Darwin. Psychotria araiosantha ingår i släktet Psychotria och familjen måreväxter. Inga underarter finns listade i Catalogue of Life.